# Basil of Baker Street
Basil of Baker Street es una serie de libros para niños creado por Eve Titus e ilustrado por Paul Galdone. Las novelas tratan sobre un ratón detective privado de Londres que se llama Basil y su compañero el Dr. Dowson.
La película número 26 en la serie de películas animadas de Disney titulada The Great Mouse Detective se basó en las novelas de Basil of Baker Street.